# Suzzara
Suzzara is een gemeente in de Italiaanse provincie Mantua (regio Lombardije) en telt 18.551 inwoners (31-12-2004). De oppervlakte bedraagt 60,8 km2, de bevolkingsdichtheid is 292 inwoners per km2.

## Demografie
Suzzara telt ongeveer 7747 huishoudens. Het aantal inwoners daalde in de periode 1991-2001 met 0,3% volgens cijfers uit de tienjaarlijkse volkstellingen van ISTAT.
| Jaar | Inwoneraantal |
| ---- | ------------- |
| 1991 | 17.690        |
| 2001 | 17.643        |

## Geografie
De gemeente ligt op ongeveer 20 m boven zeeniveau.
Suzzara grenst aan de volgende gemeenten: Dosolo, Gonzaga, Luzzara (RE), Motteggiana, Pegognaga, Viadana.

## Galerij

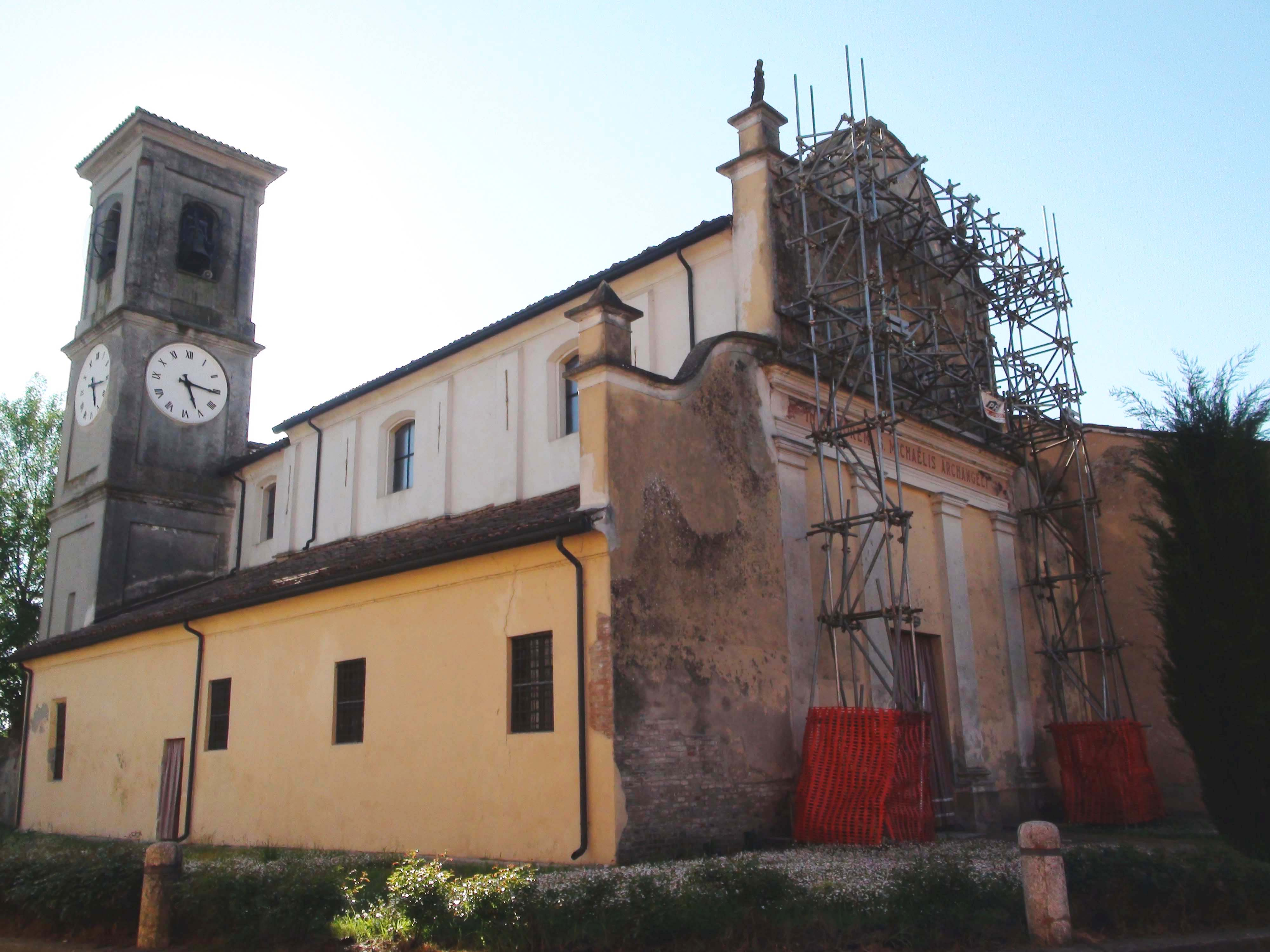
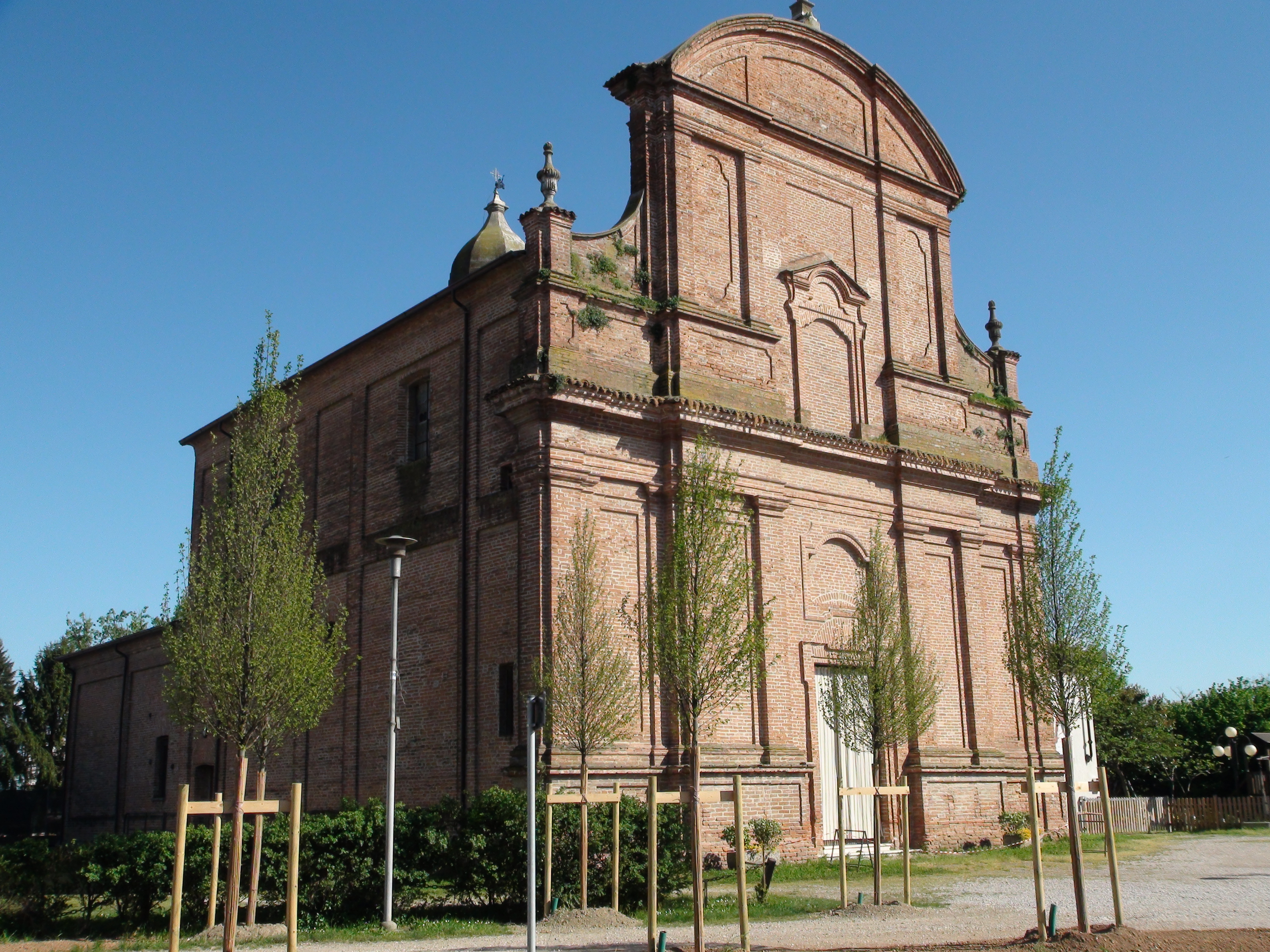
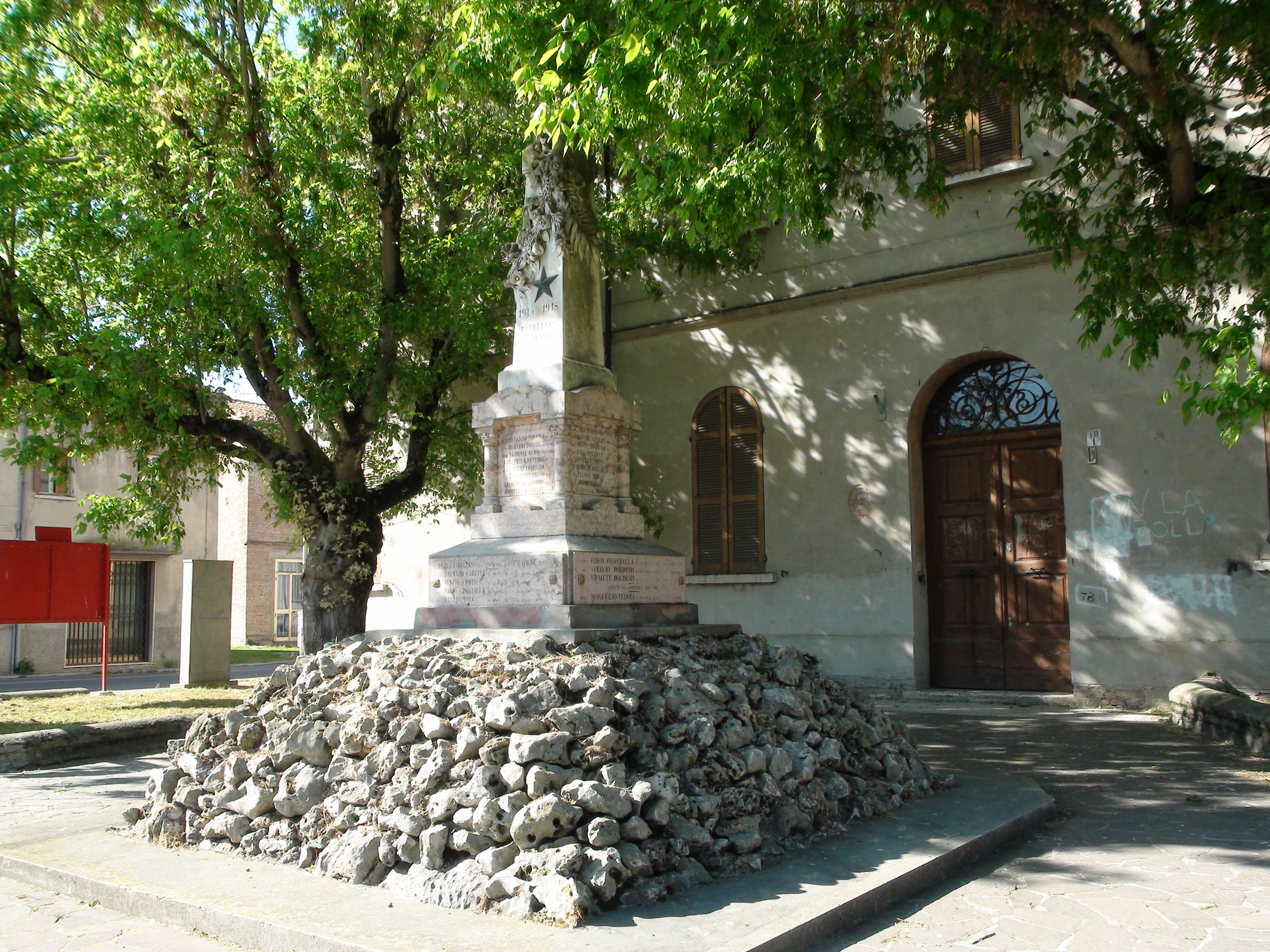
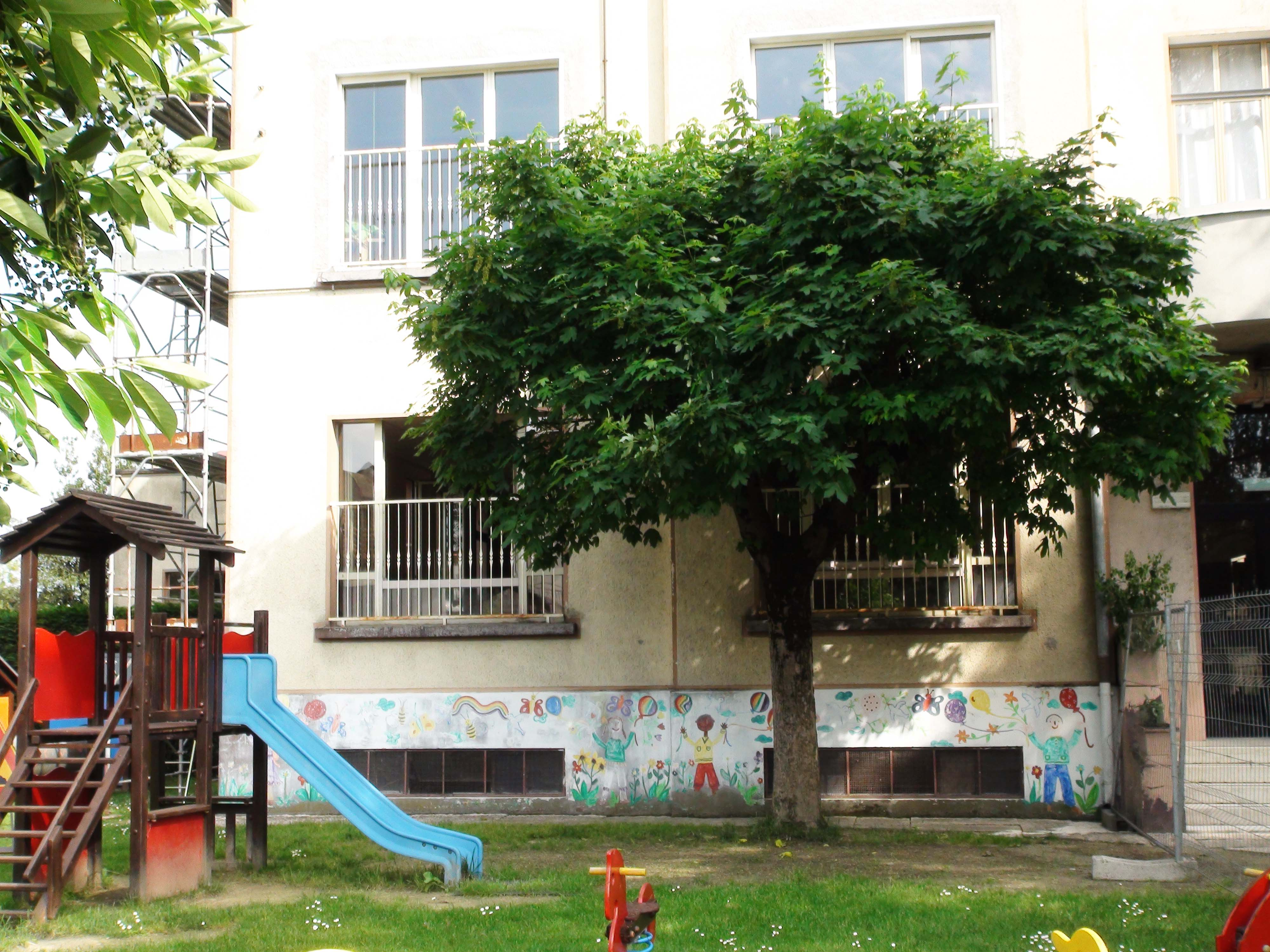
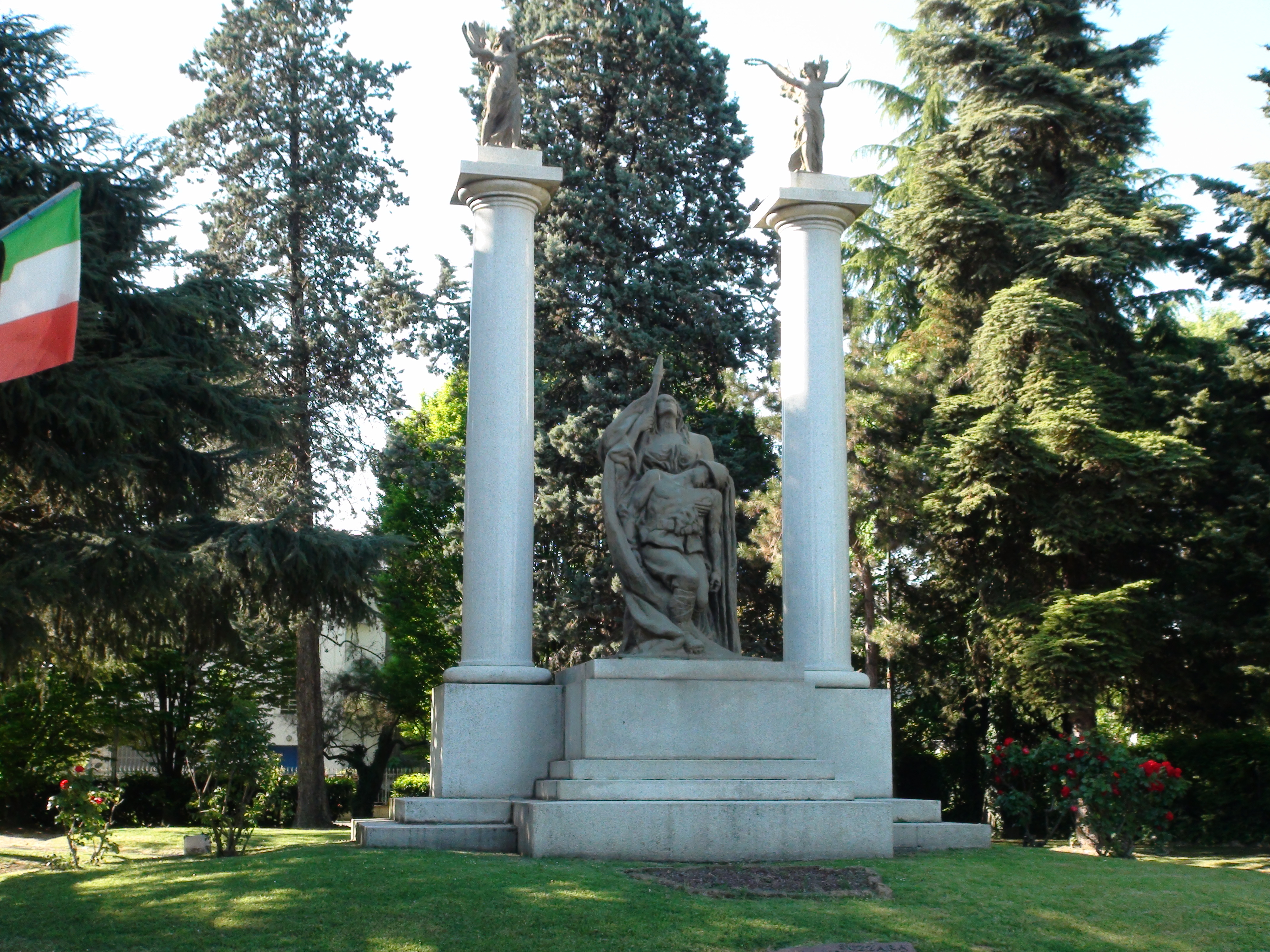
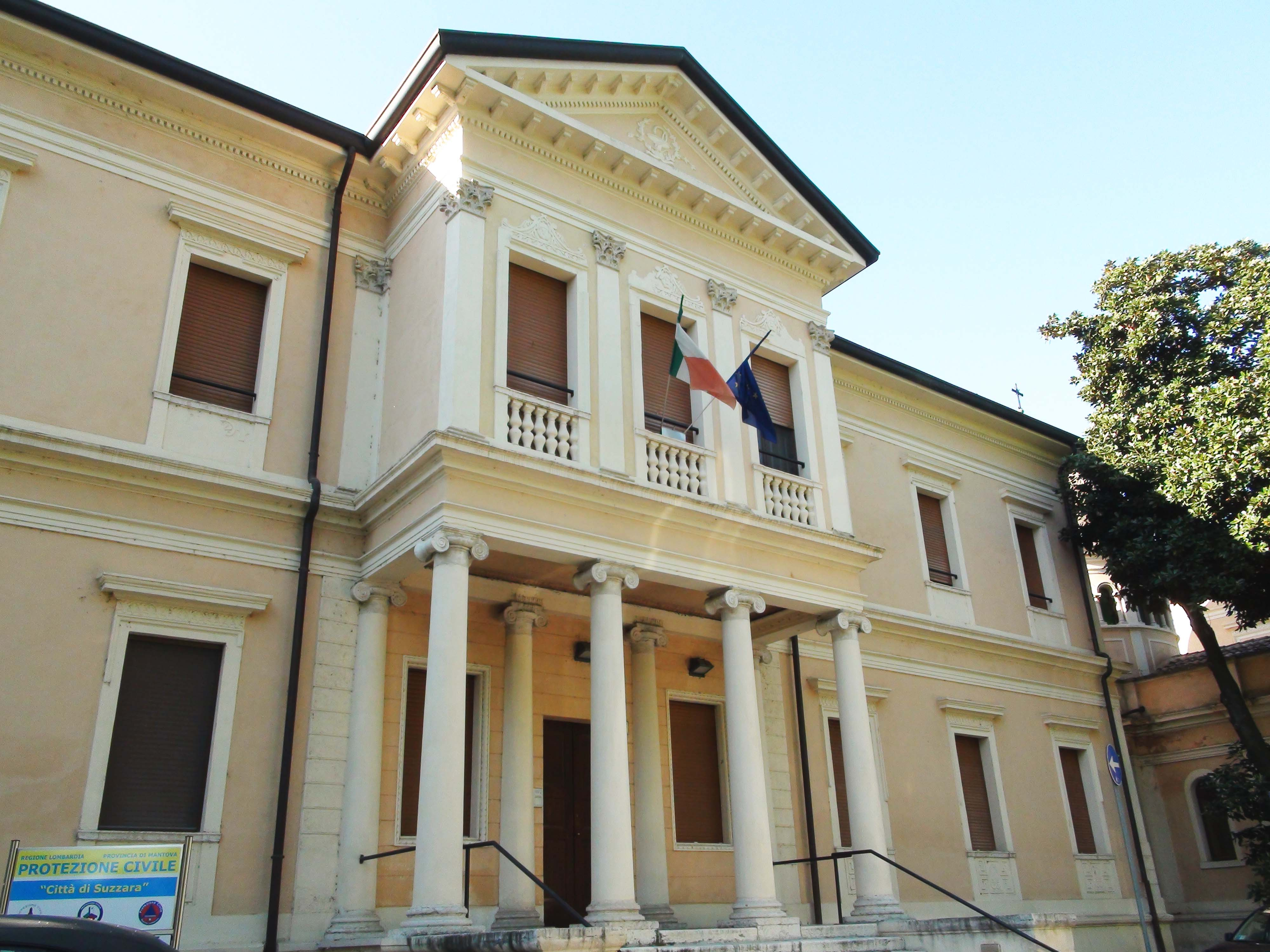
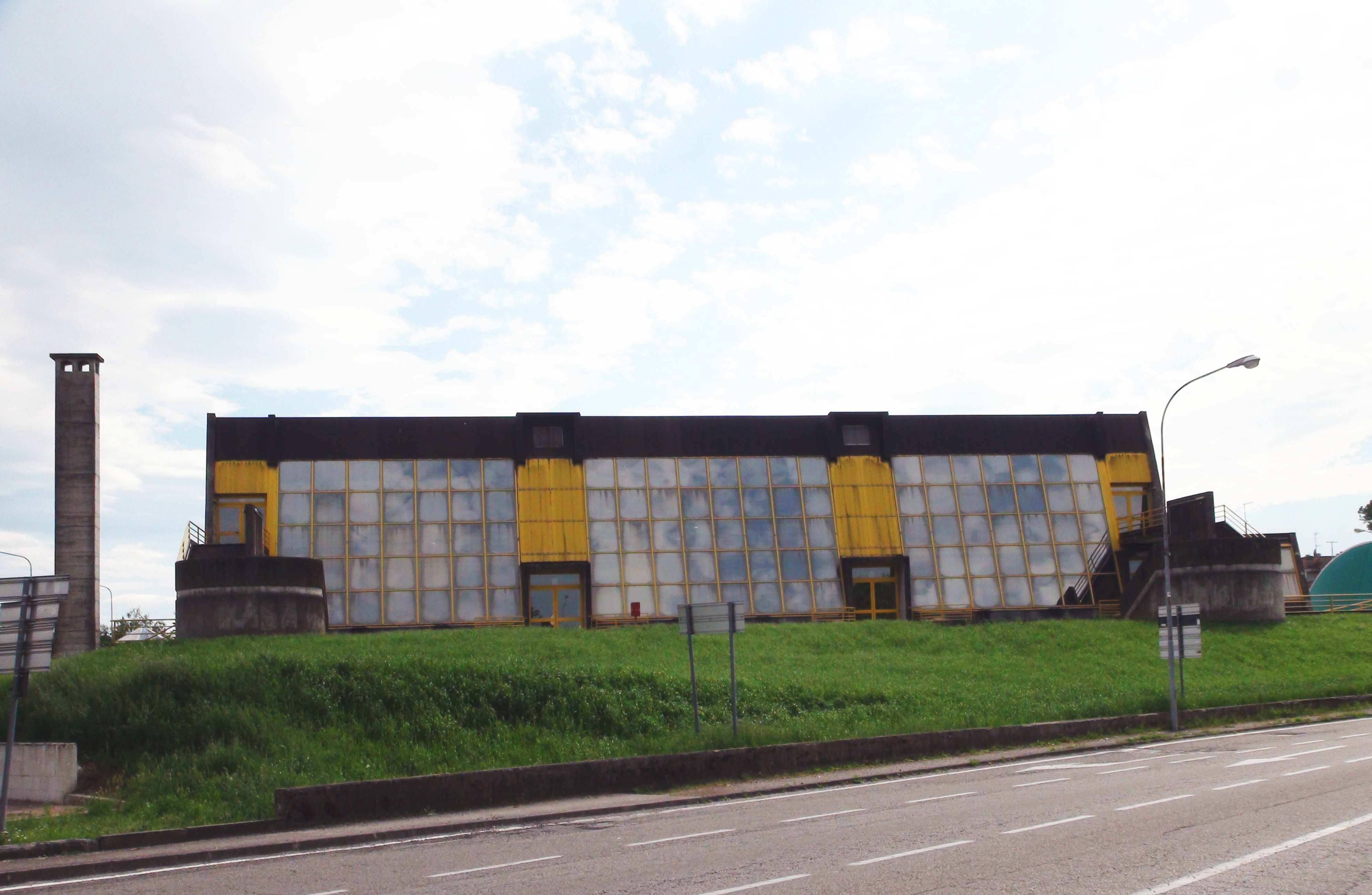